# Plurella marquesana
Plurella marquesana är en sjöpungsart som beskrevs av Monniot 2000. Plurella marquesana ingår i släktet Plurella och familjen Plurellidae. Inga underarter finns listade i Catalogue of Life.